# Lista över fysiker

## 1900-talet
- Hannes Alfvén - Sverige (1908-1995) - plasmafysiker och kosmolog, nobelpristagare 1970
- Luis Alvarez - USA (1911-1988)
- Henri Becquerel - Frankrike (1852-1908)
- John Stewart Bell - Storbritannien (1928-1990)
- Hans-Uno Bengtsson - Sverige (1953-2007)
- Raymond T. Birge - USA (1887-1980)
- Vilhelm Bjerknes - Norge (1862-1951)
- Felix Bloch - Schweiz (1905-1983)
- David Bohm - USA → Storbritannien (1917-1992)
- Niels Bohr - Danmark (1885-1962)
- Hermann Bondi - Österrike → Storbritannien (1919-2005)
- Max Born - Tyskland, Storbritannien (1882-1970) - kvantfysiker, nobelpristagare 1954.
- Satyendra Nath Bose - Indien (1894-1974)
- Louis-Victor de Broglie - Frankrike (1892-1987) - kvantfysiker, nobelpristagare 1929 (våg-partikeldualitet).
- Thomas Townsend Brown - USA (1905-1985)
- Owen Chamberlain - USA (1920-2006)
- Marie Curie - Polen (1867-1934)
- Fritjof Capra - Österrike, USA (1939-)
- Cherenkov se Pavel Tjerenkov
- Arthur Compton - USA (1892-1962)
- Paul Adrien Maurice Dirac - Storbritannien (1902-1984)
- Freeman Dyson - Storbritannien, USA (1923-2020)
- Paul Ehrenfest - Österrike (1880-1933)
- Felix Ehrenhaft - Österrike, USA (1879-1952)
- Albert Einstein - Tyskland, USA (1879-1955)
- V. Walfrid Ekman - Sverige (1874-1954)
- Enrico Fermi - Italien (1901-1954)
- Richard Feynman - USA (1918-1988) - nobelpristagare 1965, kvantelektrodynamik
- Vladimir Fok - Ryssland, Sovjetunionen (1898-1974)
- Murray Gell-Mann - USA (1929-2019) - nobelpristagare 1969, elementarpartikelfysik
- Edward R. Harrison - Storbritannien, USA, (1917–)
- Stephen Hawking - England (1942-2018)
- Werner Karl Heisenberg - Tyskland (1901-1976)
- Edwin Jaynes - USA (1922-1998)
- Oskar Klein - Sverige (1894-1977)
- Koshiba Masatoshi - Japan (1926-2020) - nobelpristagare 2002, neutrinoastronomi
- Gunnar Källén - Sverige (1926-1968)
- Lev Landau - Ryssland, Sovjetunionen (1908-1968)
- Irving Langmuir - USA (1851-1957)
- Ernest Lawrence - USA (1901-1958)
- Leonid Mandelsjtam - Ryssland, Sovjetunionen (1879-1944)
- John C. Mather - USA (1946-) - nobelpristagare 2006, kosmologi
- Albert Abraham Michelson - USA (1852-1931)
- Jayant Narlikar - Indien (1938-)
- John von Neumann - Österrike-Ungern, USA (1903-1957)
- Gunnar Nordström - Finland, (1881-1923)
- Robert Oppenheimer - USA (1904-1967)
- Wolfgang Ernst Pauli - Österrike (1900-1958)
- Max Planck - Tyskland (1858-1947)
- John Polkinghorne - Storbritannien (1930-)
- Wilhelm Conrad Röntgen - Tyskland (1845-1923)
- Carl-Gustav Arvid Rossby Sverige, USA (1898-1957)
- Ernest Rutherford - Nya Zeeland, Storbritannien (1871-1937)
- Andrej Sacharov - Sovjetunionen (1929-1989)
- Erwin Schrödinger, (1887-1961)
- Emilio Segrè - Italien, USA (1905-1989)
- George F. Smoot - USA (1945-) - nobelpristagare 2006, kosmologi
- Igor Tamm - Ryssland, Sovjetunionen (1895-1971)
- Edward Teller - Österrike-Ungern/USA (1908-2003)
- Nikola Tesla - Österrike-Ungern/USA (1856-1943)
- Pavel Tjerenkov - Ryssland - Sovjetunionen (1904-1990) - nobelpristagare i fysik 1958
- Tomonaga, Shinichirō - Japan (1906-1979) - nobelpristagare 1965, teoretisk partikelfysik
- Charles Townes - USA (1915-2015)
- Steven Weinberg - USA (1933-2021) - nobelpristagare 1979
- Victor Frederick Weisskopf - Österrike, USA (1908-2002)
- Ned Wright - USA - kosmolog
- Arthur Wightman - USA
- Eugene Wigner - Österrike-Ungern/USA (1902-1993)
- Edward Witten - USA (1951-)
- Robert W. Wood - USA (1868-1955)
- Yukawa, Hideki - Japan (1907-1981) - nobelpristagare 1949

## 1800-talet
- Ernst Abbe - Tyskland (1840-1905)
- André-Marie Ampère, - Frankrike (1775-1836)
- Amedeo Avogadro - Italien (1776-1856)
- Johann Jakob Balmer - Schweiz (1825-1898)
- Jean-Baptist Biot, (1774-1862)
- René-Prosper Blondlot - Frankrike (1849-1930)
- Ludwig Boltzmann - Österrike (1844-1906)
- David Brewster - Skottland (1781-1868)
- Nicolas Léonard Sadi Carnot - Frankrike (1796-1832)
- Ernst Chladni - Tyskland (1756-1827)
- Rudolf Clausius - Tyskland (1822-1888)
- Marie Alfred Cornu, (1841-1902)
- John Dalton - England (1766-1844)
- James Dewar - Storbritannien (1842-1923)
- Christian Doppler - Österrike (1803-1853)
- Roland Eötvös - Ungern (1848-1919)
- Michael Faraday - Storbritannien (1791-1867)
- George Francis FitzGerald - Irland (1851-1901)
- Hippolyte Fizeau - Frankrike (1819-1896)
- Jean Bernard Léon Foucault - Frankrike (1819-1868)
- Joseph Fourier, (1768-1830)
- Joseph von Fraunhofer Tyskland (1787-1826)
- Augustin-Jean Fresnel - Frankrike (1788-1827)
- Carl Friedrich Gauss - Tyskland (1777-1855)
- Joseph Louis Gay-Lussac - Frankrike (1778-1850)
- Josiah Gibbs, (1839-1903)
- Edwin Hall - USA (1855-1938)
- William Hamilton - Irland (1805-1865)
- Peter Andreas Hansen - Danmark (1795-1874)
- Oliver Heaviside - Storbritannien (1850-1925)
- Hermann von Helmholtz - Tyskland (1821-1894)
- Joseph Henry - USA (1797-1878)
- Heinrich Rudolf Hertz - Tyskland (1857-1894)
- George William Hill - USA (1838-1914)
- James Prescott Joule - Storbritannien (1818-1889)
- John Kerr - Storbritannien (1824-1907)
- Gustav Robert Kirchhoff, (1824-1887)
- Johann Josef Loschmidt - Österrike (1821-1895)
- Aleksandr Mikhailovich Lyapunov - Ryssland (1857-1918)
- Ernst Mach - Österrike (1838-1916)
- James Clerk Maxwell - Storbritannien (1831-1879)
- Simon Newcomb - USA (1835-1909)
- Georg Ohm - Tyskland (1789-1854)
- Henri Poincaré, (1854-1912)
- John Henry Poynting - Storbritannien (1852-1914)
- William Prout - England (1785-1850)
- Osborne Reynolds - Storbritannien (1842-1912)
- Janne Rydberg, Sverige (1854-1919)
- Felix Savart - Frankrike (1791-1841)
- Jožef Stefan - Österrike-Ungern, Slovenien (1835-1893)
- George Gabriel Stokes - Storbritannien (1819-1903)
- Joseph Wilson Swan, (1828-1914)
- Joseph John Thomson, England (1856-1940)
- William Thomson - (Lord Kelvin) England (1824-1907)
- Alessandro Volta - Italien (1745-1827)
- Wilhelm Weber, (1804-1891)
- Thomas Young - England (1773-1829)
- Anders Jonas Ångström, - Sverige(1814-1874)
- Hans Christian Ørsted - Danmark (1777-1851)

## 1700-talet
- Jean le Rond d'Alembert - Frankrike (1717-1783)
- Daniel Bernoulli - Schweiz (1700-1782)
- Ruder Josip Boskovic - Dubrovnik (1711-1787)
- Henry Cavendish - Storbritannien (1731-1810)
- Charles Augustin de Coulomb, (1736-1806)
- Leonhard Euler - Schweiz, Königsberg (1707-1783)
- Daniel Gabriel Fahrenheit, Polen, England, Nederländerna (1686-1736)
- Benjamin Franklin, USA (1706-1790)
- Joseph-Louis Lagrange, (1736-1813)
- James Watt Skottland (1736-1819)

## Tidiga fysiker
- Arkimedes - Syrakusa (cirka 287 - 212 f.Kr.)
- Aristarchus från Samos (310 - cirka 230 f.Kr.)
- Robert Boyle - England (1627-1691)
- Demokritos - Abdera (cirka 460 - 360 f.Kr.) - atomisterna
- René Descartes - Frankrike (1596-1650)
- Galileo Galilei - Italien (1564-1642)
- William Gilbert - England (1544-1603)
- Heraclides Ponticus - Grekland (387 - 312 f.Kr.)
- Robert Hooke - England (1635-1703)
- Christian Huygens, (1629-1695)
- Lucretius - Rom (98? - 55 f.Kr.)
- Isaac Newton - England (1642-1727)
- Blaise Pascal - Frankrike (1623-1662)
- Willebrord Snell - Nederländerna (1580-1626)
- Evangelista Torricelli - Italien (1608-1647)